# Список дипломатичних місій в Палестинській державі

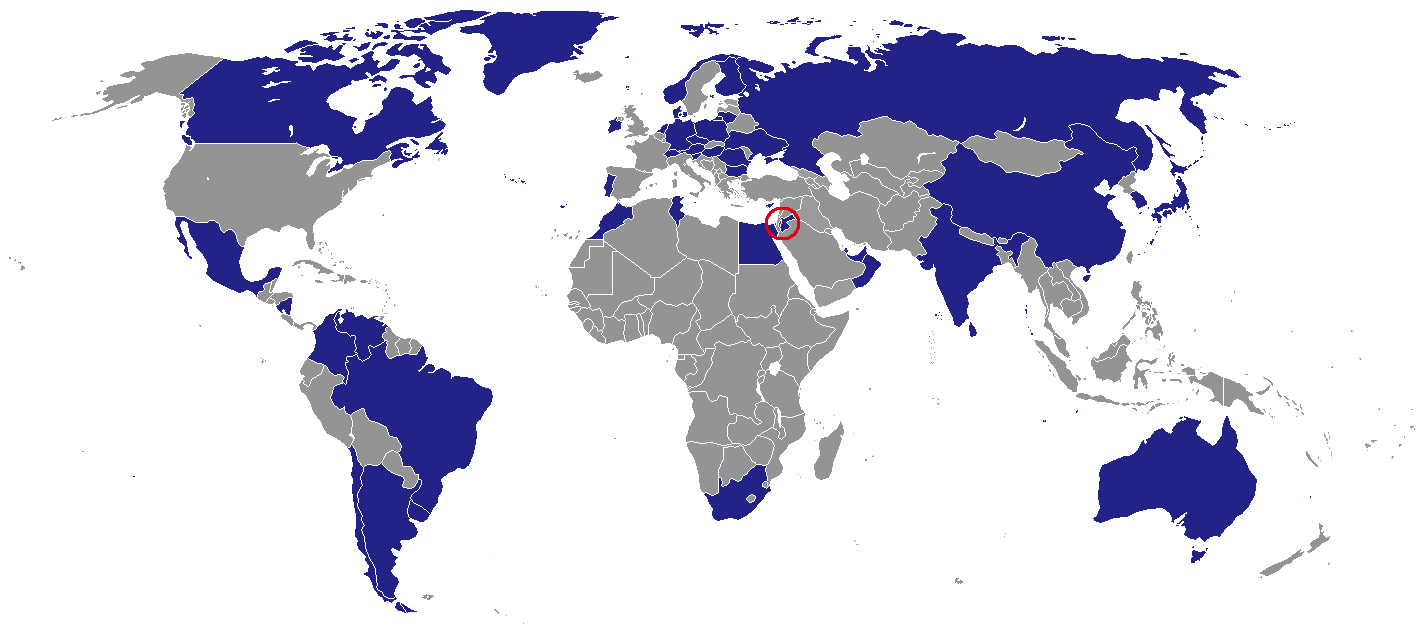
Країни, які мають дипломатичне представництво в Палестині.

Нижче наведено список дипломатичних місій в Палестині, що включає місії акредитовані при Палестинській національній адміністрації чи в Палестинській державі. Оскільки Ізраїль контролює більшу частину палестинських територій, які входять до складу Палестинської держави більшість місій називаються "представництвами", а не "посольствами" через те, що Ізраїль не визнає Палестинську державу.
Більшість дипломатичних місій розташовані в місті Рамалла, столиці Палестинської держави та Палестинської автономії. Деякі країни також мають представництва в місті Газа. Наразі, в Рамаллі та Газі є 28 дипломатичних представництв акредитованих в Палестинській державі, також є 16 представництв при Палестинській національній адміністрації або при Організації визволення Палестини, є 13 консульств у Вифлеємі та в Єрусалимі. 54 посли в інших країнах акредитовані в Палестині.
Є також дипломатичні місії в місті Єрусалим, акредитовані в Ізраїлі, детальніше про них у статті про дипломатичні місії в Ізраїлі.

## Представництва держав

### Акредитовані в Палестинській державі
Розташовані в місті Рамалла, якщо не зазначено інше:
- Аргентина
- Болгарія
- Болівія
- Бразилія
- Венесуела
- Еквадор
- Єгипет
- Індія
- Йорданія
- Катар (Газа)
- Кіпр
- КНР
- Мальта
- Марокко
- Нікарагуа
- ОАЕ
- Оман
- ПАР (офіси в Рамаллі та в Газі)
- Польща
- Росія
- Румунія
- Туніс
- Угорщина
- Україна
- Уругвай
- Чехія
- Чилі
- Шрі-Ланка

### Акредитовані в ПНА або ОВП
- Австралія
- Австрія
- Данія
- Ірландія
- Канада
- Литва
- Мексика
- Нідерланди
- Німеччина
- Норвегія (аль-Рам)
- Південна Корея
- Португалія
- Словенія
- Фінляндія
- Швейцарія
- Японія

## Представництва міжнародних організацій
- Європейський Союз
- ООН
- ЮНЕСКО
- Міжнародний рух Червоного Хреста і Червоного Півмісяця

## Консульства

### Єрусалим
- Бельгія
- Ватикан
- Велика Британія
- Греція
- Ірландія
- Іспанія
- Італія
- Туреччина
- Швеція
- Франція

### Вифлеєм
- Словаччина
- Угорщина
- Чехія

## Акредитовані посли

### Каїр
- Албанія
- Алжир
- Афганістан
- Бангладеш
- Білорусь
- Боснія і Герцеговина
- Бруней
- В'єтнам
- Габон
- Гана
- Гватемала
- Гвінея
- Еквадор
- Екваторіальна Гвінея
- Ємен
- Замбія
- Зімбабве
- Ірак
- Іран
- Казахстан
- Кенія
- Ліван
- Лівія
- Малаві
- Малайзія
- Малі
- Монголія
- Нігерія
- Нікарагуа
- Пакистан
- Парагвай
- Південний Судан
- Сенегал
- Сербія
- Словаччина
- Сомалі
- Сьєрра-Леоне
- Танзанія
- Центральноафриканська Республіка
- Чад

### Амман
- Індонезія
- Кувейт
- Саудівська Аравія
- Сирія
- Таїланд
- Філіппіни
- Японія

### Інші міста
- Бенін (Триполі)
- Гонконг (Пекін)
- Куба (Туніс)
- Лаос (Ель-Кувейт)
- Макао (Пекін)
- Мальдіви (Ер-Ріяд)
- Північна Корея (Москва)

## Галерея

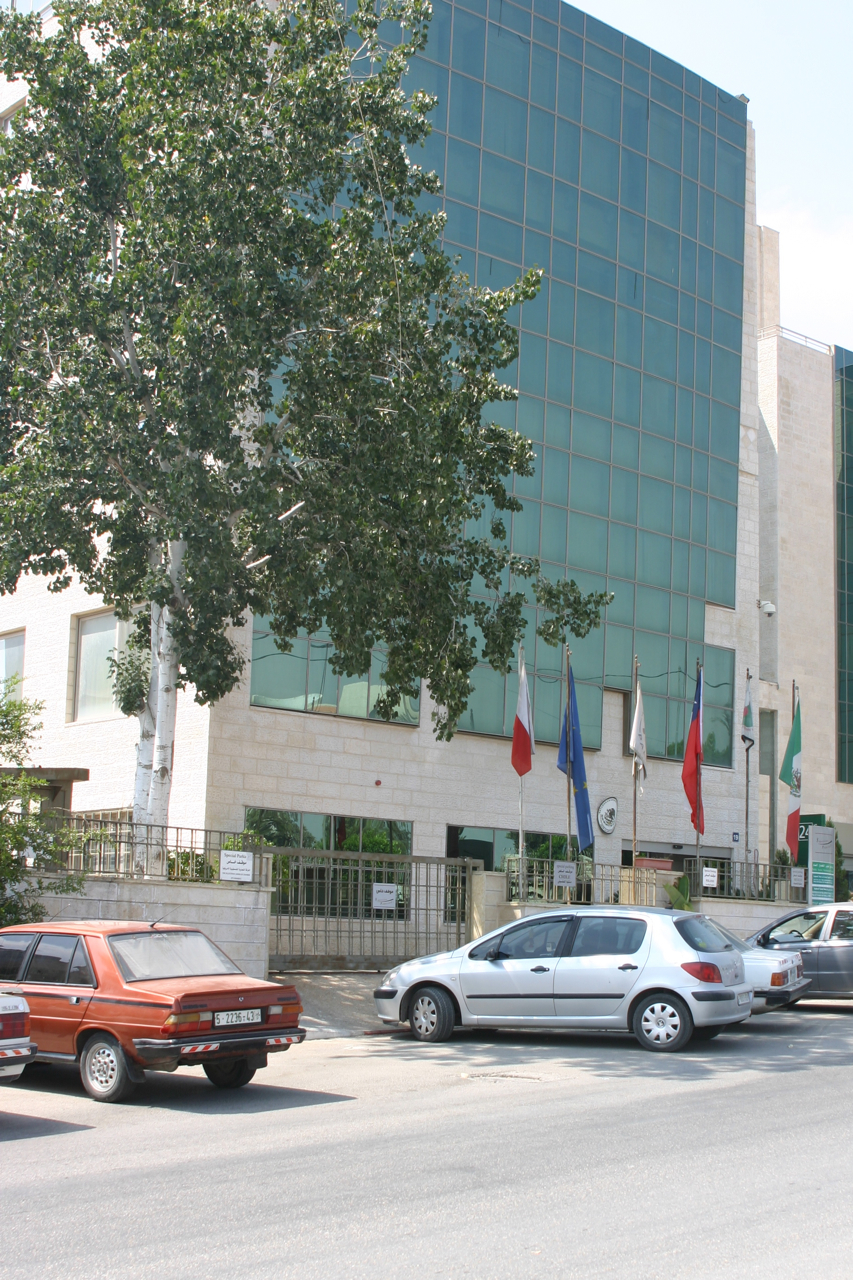
Будівля в Рамаллі, в якій знаходяться представництва Мексики, Польщі та Чилі
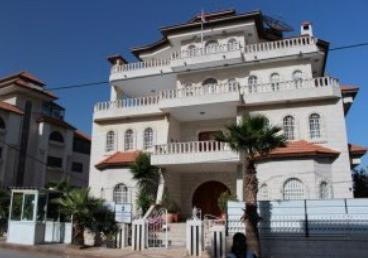
Представництво Індії
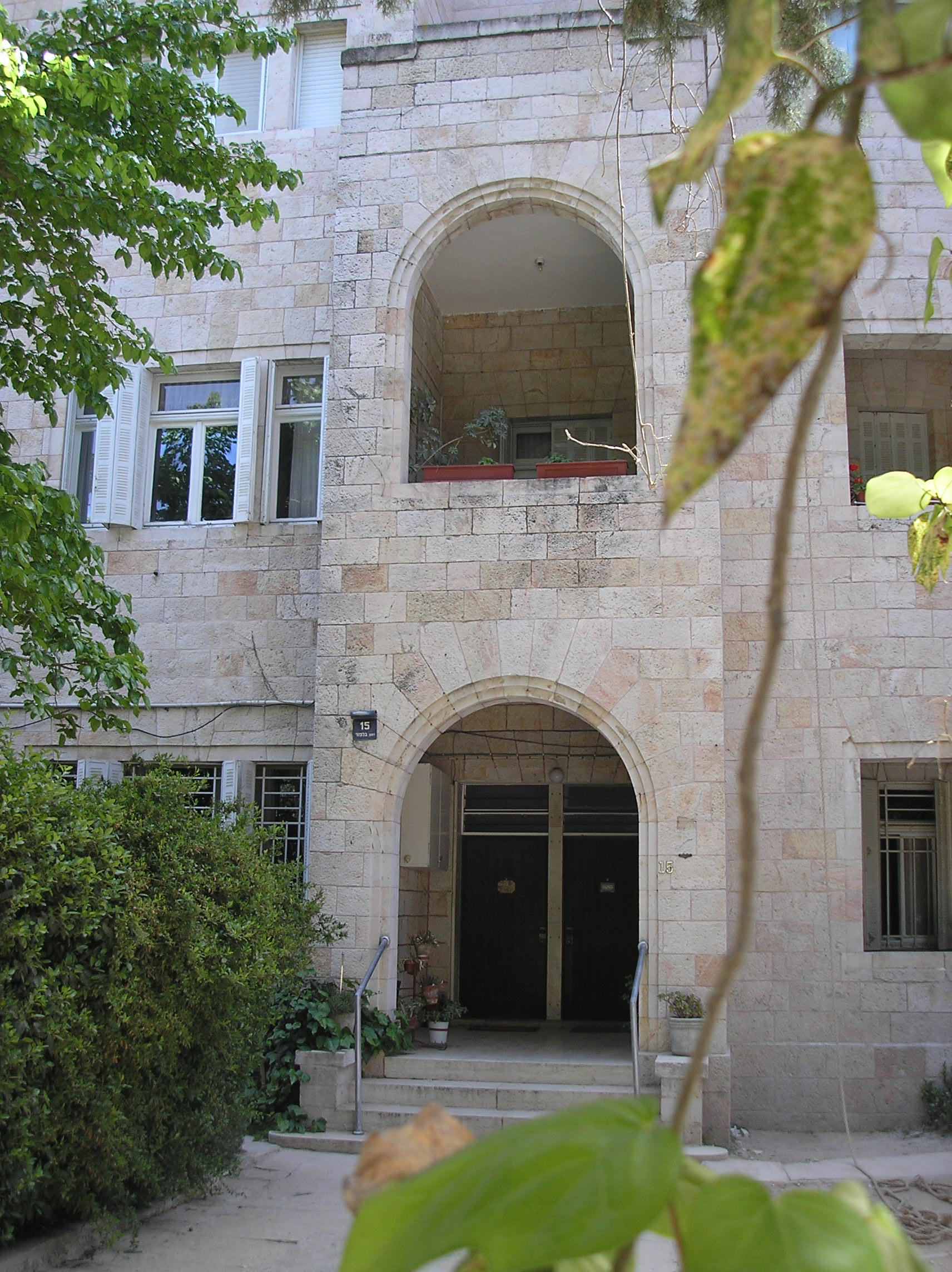
Консульство Туреччини в Єрусалимі
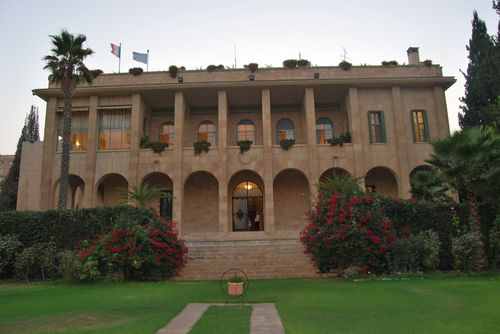
Консульство Франції в Єрусалимі
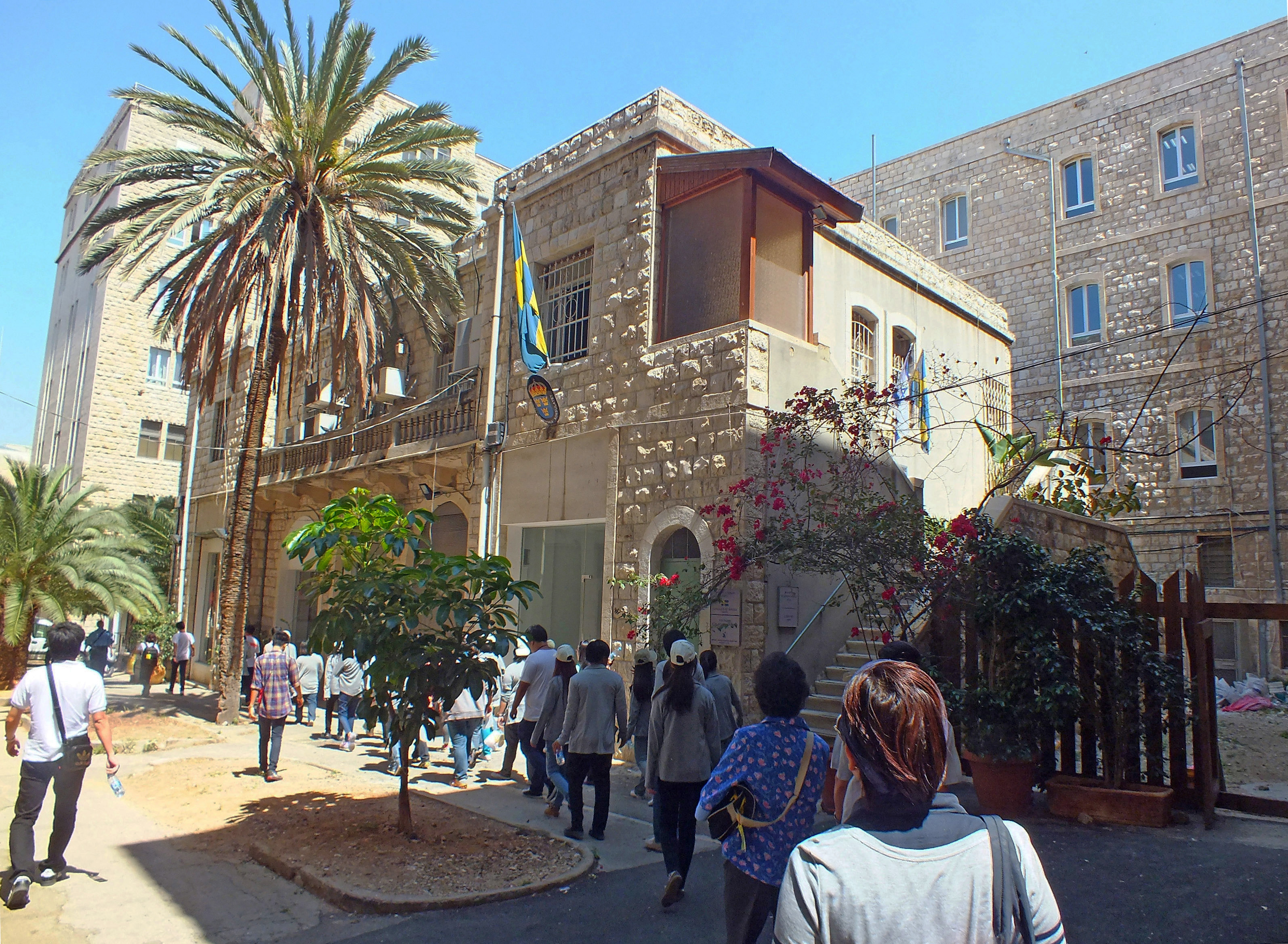
Представництво Швеції